# Matt Doherty (acteur)
Pour les articles homonymes, voir Matt Doherty.
Matt Doherty est un acteur américain, né le 22 juin 1978  à Harvey (Illinois, États-Unis).

## Filmographie
- 1990 : Maman, j'ai raté l'avion (Home Alone) de Chris Columbus : Steffan
- 1992 : Babe, le bambino (The Babe) : Boy in Car
- 1992 : Mo' Money : Kid
- 1992 : Les Petits champions (The Mighty Ducks) : Lester Averman
- 1993 : Quand Harriet découpe Charlie ! : Heed (Willie Mackenzie)
- 1994 : Les Petits champions 2 (D2: The Mighty Ducks) : Lester Averman
- 1996 : Les Petits champions 3 (D3: The Mighty Ducks) : Lester Averman
- 2001 : Ghost World : Masterpiece Video Employee
- 2003 : Truth and Dare : Drunk
- 2011 : Grey's anatomy saison 8 : épisode 4 (série télé) : Carter
- 2012 : Argo de Ben Affleck
- 2014 : Hollows Grove
- 2014 : Franklin and Bash de Kevin Falls et Bill Chais (série télé)
- 2015 : Supernova 45 (téléfilm)
- 2015 : Maron (en) (série télé)